# 黑天鹅 (电影)
《黑天鵝》，是一部2010年的美國心理驚悚及恐怖劇情片，由戴倫·艾洛諾夫斯基執導，妮妲莉·寶雯、文森·卡索、米娜·古妮絲等主演。電影以紐約的一個著名芭蕾舞蹈團將演出柴可夫斯基《天鵝湖》的劇目為背景，舞蹈團需要為同時能飾演天真單純並且脆弱的白天鵝及黑暗且性感的黑天鵝的芭蕾舞表演者進行選角，Nina（妮妲莉·寶雯 飾）能完美地演繹白天鵝卻無法將黑天鵝詮釋出來，而新加入的Lily（米娜·古妮絲 飾）的氣質能體現黑天鵝的角色。當Nina發現自己角色有所威脅，她感到有巨大的壓力，使她不堪重負，導致她在現實中對自己的脆弱失去控制，並陷入生活的噩夢之中，最後以死獲得解脫，與自己所跳芭蕾舞劇《天鵝湖》最後的結局相呼應。
電影描述Nina如何在跟Lily的競爭中最终找到自己的黑暗面。根據戴倫·艾洛諾夫斯基的構想前提下，透過他製作《天鵝湖》的想法，一名於劇本中未被察覺的替角與被困擾的雙重概念，類似是周邊民間傳說的變形怪 — 一個擁有雙重性格（不等同於雙重人格）的人類。戴倫引用陀思妥耶夫斯基的《雙重人》作為電影的另一個靈感。導演也認為《黑天鵝》是與他於2008年的電影的《力挽狂瀾》作為姊妹篇，這兩齣電影都涉及到不同種類有要求的藝術表演，他跟妮妲莉·寶雯於2000年首次商量這個電影項目，然後把這個簡短的附件送到環球影城，《黑天鵝》是在2009年由福斯探照灯影业於紐約市製作。妮妲莉·寶雯及米娜·古妮絲在拍攝前幾個月進行芭蕾舞訓練，並請來芭蕾舞界的著名人物協助電影製作，塑造芭蕾舞的表演。
2010年9月1日，《黑天鵝》作為第67屆威尼斯國際電影節的開幕電影，它於2010年12月3日開始在美國限量發行，並在2010年12月17日全國上映。《黑天鵝》在發行後獲得極高的讚譽，特別是對於妮妲莉·寶雯的演出及艾洛諾夫斯基的導演。全球的電影票房收得$329,398,046，是電影票房的一個顯著成功。
《黑天鵝》在第83届奧斯卡金像獎中獲得5項提名，女主角妮妲莉·寶雯憑此電影中的精彩演出獲得奧斯卡最佳女主角獎，以及多個公會及電影節的獎項，而戴倫·艾洛諾夫斯基被提名為最佳導演。此外，電影亦得到奧斯卡最佳影片的提名。

## 故事內容
一個著名的紐約市芭蕾舞蹈團的年輕舞蹈員Nina Sayers（妮妲莉·寶雯 飾），一直與她的母親Erica（芭芭拉·赫尔希飾）一起生活，而Erica從前也是舞蹈員，Nina一直在Erica的過度掌控下成長，人生唯一目標就是成為萬人景仰的舞台明星。有日，舞蹈團正準備把《天鵝湖》改編演出，導演Thomas Leroy（凡松·卡塞 飾）公開為新一季的《天鵝湖》挑選新主角，Nina跟多位舞蹈員躍躍欲試，但Thomas告訴Nina，指她雖然很適合演女主角白天鵝，但這次Thomas打算將黑白天鵝的角色集中在一人身上，Nina必須也能演活劇中與白天鵝對立的雙胞胎角色：黑天鵝。與此同時，Thomas迫使Beth Macintyre（威诺纳·赖德 飾）退休，他需要尋找一個新的首席舞蹈員。試鏡時，Nina雖能展現完美的白天鵝，但卻不太能表現黑天鵝的性格特點。Nina在試鏡時表現不是很好，她找Thomas並要求他重新考慮自己當主角，他告訴她是理想的白天鵝人選，但她缺乏黑天鵝的那種激情。當Thomas強吻她，她咬了他，此舉卻說服了他選自己為天鵝皇后。Nina日以繼夜地苦練，卻怎麼也擺脫不了現實中自己內向的性格，揣摩不到黑天鵝的熱情奔放和敢愛敢恨的性格，因此常被Thomas批評。
在舞蹈團的舞會上，醉酒的Beth怒氣沖沖的出現在Thomas和Nina跟前，接著她便被車撞到重傷送院，Thomas懷疑她是企圖自殺。Thomas對她冷淡的舞蹈越來越批評，建議她不要當一個完美主義者。Nina與Lily的關係變得緊張是源於Lily的輕率失言，Lily向Nina致歉並邀請她晚上外出，起初Nina拒絕但由於想違反母親的意願所以最終也外出了。當晚在餐館中，Lily給了Nina一顆合成迷幻藥，聲稱有助她鬆弛。Lily要Nina放心，藥力只會維持幾個小時，但Nina拒絕，Lily趁Nina走開時把迷幻藥落在她的飲料中，Nina看到後還是喝了下去。Nina與Lily一起很晚才回家，回到家便與母親爭執，拿東西擋在房門讓母親無法進來，並和Lily發生關係，直到Lily用枕頭使她窒息。翌晨Nina遲了醒來，並在綵排中遲到，當她到達了工作室，發現Lily正在跳天鵝皇后的舞步，大怒之下問Lily早上為何不告而別，但Lily卻說她自己整晚都跟在夜總會認識的男子在一起，Nina也意識到自己的發生的事...發現自己開始陷入精神分裂且已不能自控...
正式演出前晚，Nina看到Lily跟Thomas在後台發生關係，以及Beth在醫院不斷以指甲銼刺向自己的臉，Nina在醫院電梯裡滴血得血跡斑斑後，Nina她的幻覺越來越強，她意外地挖掘出自己內心潛在的陰暗面，讓她更能融入其黑天鵝的角色之中，她跟母親Erica有激烈的爭執，Erica關注到Nina不穩定的行為，試圖阻止Nina在開幕當晚演出；這使Nina激怒了，她站起來反抗母親。由於Erica在電話中說Nina生病了，Thomas於是安排Lily補上，但無奈Nina仍趕上並堅持演出。
正式演出當晚，Nina在表演中被幻覺分神，導致她從男主角的托舉中摔下，她悲痛欲絕的回到更衣室後竟見到Lily，Lily宣布自己將接替飾演黑天鵝，Nina把Lily推去撞破鏡子，Lily看似昏迷，但她卻轉眼就醒來並扼殺Nina，Nina一手抓起玻璃碎片刺向對方的肚子，然後返回台上演出激情與性感的黑天鵝。下台後Lily竟然出現向Nina表示祝賀並認同她的努力，顯然先前她倆的打鬥全是幻覺，然而鏡子確實已經破碎，這時Nina才發覺當時她其實刺中的是自己，她拔出了身上的玻璃碎片，繼續返回台上演出。
在白天鵝從懸崖上躍下前的最後一幕，Nina望向在觀眾席上哭泣的母親，接著跌落台後隱藏的床褥。場內掌聲雷動，Thomas與演員們上前祝賀時才發現她嚴重出血。在包圍著她的白色舞台燈映照下，她輕聲道：「我覺得很完美，我是完美的」。

## 角色
| 演員            | 角色                         |
| --------------- | ---------------------------- |
| 娜塔莉·波特曼   | Nina Sayers 妮娜·賽耶斯      |
| 米娜·古妮絲     | Lily 莉莉                    |
| 凡松·卡塞       | Thomas Leroy 瑪斯·李洛伊     |
| 芭芭拉·赫尔希   | Erica Sayers (Nina母親)      |
| 薇諾娜·瑞德     | Beth MacIntyre 貝絲·麥金泰爾 |
| 班傑明·米利彼得 | David Moreau 大衛            |
| Ksenia Solo     | Veronica 薇若妮卡            |
| Kristina Anapau | Galina 嘉莉娜                |
| 珍妮特·蒙哥馬利 | Madeline 瑪德琳              |
| 賽巴斯汀·斯坦   | Andrew 安德魯                |
| Toby Hemingway  | Tom 湯姆                     |
| Sergio Torrado  | Sergio 賽吉歐                |

## 製作

### 構想

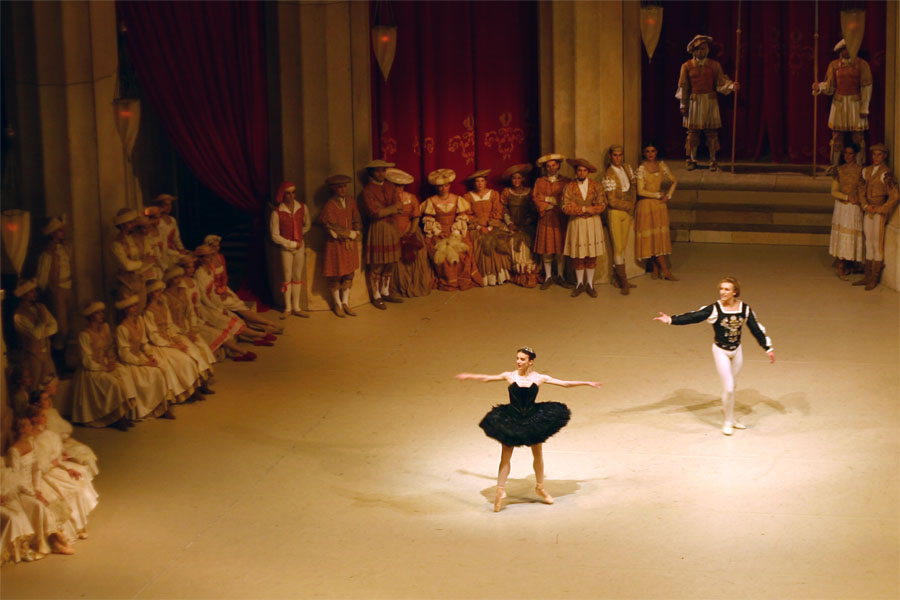
天鵝湖表演裡黑天鵝色誘王子技巧的場景。

導演戴倫·艾洛諾夫斯基首次對芭蕾舞開始感興趣的起因，是源自於他姊姊於紐約市的表演藝術高校中學習舞蹈。電影基本意念是來自他最初聘請了編劇重新再編寫一個叫《The Understudy》劇本，講述非主流演員，並延伸探討被分身纏擾的困擾。戴倫說劇本的元素取材自《彗星美人》（All About Eve）、羅曼·波蘭斯基的《怪房客》（The Tenant），以及杜斯妥也夫斯基的中篇小說《雙重人格》（The Double: A Petersburg Poem）。導演也看了許多不同舞團的《天鵝湖》演出，並把白天鵝與黑天鵝的雙重性連結至劇本 。當深究天鵝湖的製作時，導演發現芭蕾舞是「一個與世隔絕的世界」，而那些舞蹈員「對電影沒有留下深刻的印象」。不管怎樣，導演還找來活躍及不活躍的舞者分享他們的經驗，之後他還站在後台看俄羅斯波修瓦芭蕾舞團（Bolshoi Ballet）於林肯中心的演出。
導演稱《黑天鵝》是他之前執導的作品《力挽狂瀾》的姊妹篇，回顧他一齣關於摔角手與芭蕾舞演員戀情的早期作品，因為一齣電影內有太多的東西，他最後將「摔角」跟「芭蕾舞」分開。他把兩齣電影進行比較，「有些人認為摔角是最低級的藝術 — 若它稱得上是一種藝術 — 芭蕾舞在部分人眼中是最高尚的藝術，但令我驚奇的是，這兩個世界中的表演者是多麼相似，他們都利用自己的身體做出令人難以置信的事來表達自己。」
關於《黑天鵝》的心理驚悚的性質，女主角妮妲莉·寶雯將本片與1968年波蘭斯基的電影《失嬰記》作比較，而導演則說1965年波蘭斯基的《反撥》（Repulsion）和1967年的《怪房客》對於本片有著「極大的影響」。演員凡松·卡塞拿著《黑天鵝》與波蘭斯基的作品來作比較，另外也跟大衛·柯能堡早期的作品有著相同的比較。
2010年，導演承認電影與1998年上映的日本動畫《藍色恐懼》有某程度上的相似，但他表示並未受到影響。

### 選角

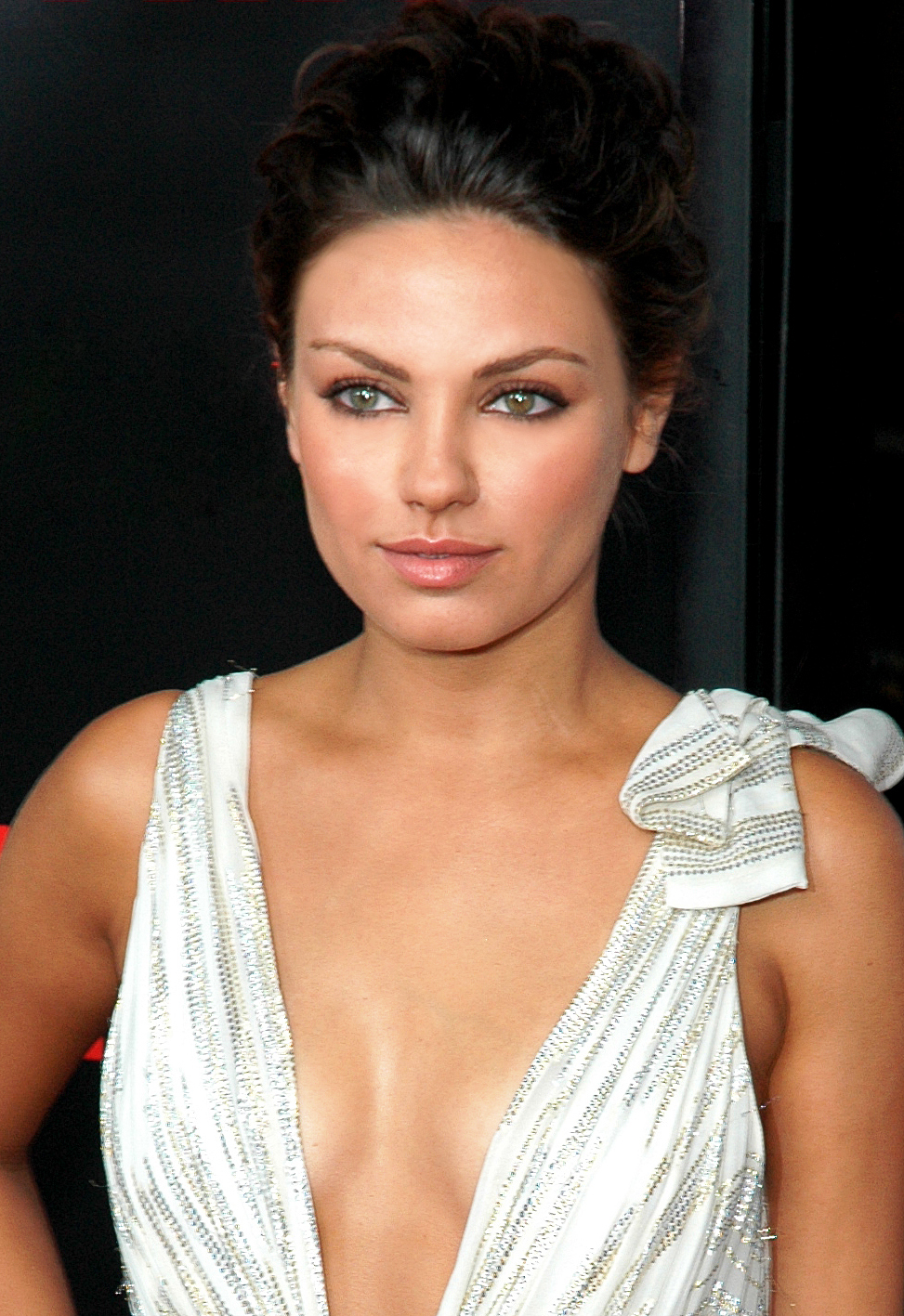
米娜·古妮絲於2008年首次接觸《黑天鵝》的演出。她跟同片演員妮妲莉·寶雯在電影拍攝前花了6個月的時間來訓練和調整自己的身體。

導演戴倫·艾洛諾夫斯基在2000年首次跟妮妲莉·寶雯討論拍攝芭蕾電影的可能性，並且發現她有興趣演出芭蕾舞蹈員。妮妲莉解釋作為《黑天鵝》裏的一分子，「我嘗試尋找要求我更成熟的角色，因為作為女性，你可能極糟地被鎖定只能演可愛角色，特別我這麼矮小 。」妮妲莉向戴倫建議她的好友米娜·古妮絲是此角色的完美人選，古妮絲比較Nina與Lily時說，「我的角色是很放鬆的...她的舞蹈技巧上雖不如Nina的那麼好的，但Lily卻更有熱誠，這是與生俱來的本能，亦是Nina所缺乏的。」由凡松·卡塞釋演的Tomas指導此《天鵝湖》的製作，指導劇中女舞蹈員演出；他把自己的角色跟紐約市芭蕾舞團（New York City Ballet）創辦人喬治·巴蘭欽（George Balanchine）作比較，指他「是個控制狂，也是真正的藝術家，會運用性來教導他的舞蹈員。」
妮妲莉跟米娜在電影開拍之前展開為期六個月的訓練，讓體型與肌肉線條與專業的芭蕾舞蹈員更為相似。妮妲莉每天花5個小時跳芭蕾舞、進行交叉培訓和游泳，接近拍攝的幾個月開始排舞訓練，而米娜則進行心肺功能和普拉提的訓練，「訓練為期5至6個月，每星期七天，每天5小時，同時……控制能量攝取為每天1,200卡洛里。」她的體重從原來的117磅減少了20磅，變得比妮妲莉還要小。米娜說：「我小時侯所跳的芭蕾舞就跟其他小孩所跳的一樣，穿著短裙並且站上舞台，然後看起來很可愛接著轉圈圈。但這次完全不同的是，因為你無法假裝。你不能就只是站在那裏並且佯裝自己知道正在做什麼，你整個身體必須截然不同地組成。」美國芭蕾舞劇團（American Ballet Theatre）的芭蕾舞教練喬吉娜·帕金森（Georgina Parkinson），作為演員的芭蕾教練。美國芭蕾舞劇團的獨舞者莎拉·琳恩（Sarah Lane）和瑪麗亞·瑞切托（Maria Riccetto）為妮妲莉和米娜在某些場景的「舞蹈替身」。舞蹈員金柏莉·波莎（Kimberly Prosa）是妮妲莉的另一位替身演員，她說：「妮妲莉上課學習了幾個月，腰肢以上的成果都是她的」。獨舞者莎拉·琳恩做了一些沉重的技巧，一種芭蕾舞技巧fouettés，但他們只有幾個星期有限的時間，所以我拍了其餘需要的跳舞片段。導演提到在拍攝過程中關於妮妲莉的芭蕾舞表演，「她能夠作到近乎完美，尤其是在長鏡頭她正在以腳尖跳舞（en pointe），能夠維持一段相當久的時間，這就是在銀幕上的妮妲莉本人。我並沒有使用太多替身演出。」
來自紐約芭蕾舞團的舞蹈演員兼妮妲莉·寶雯的未婚夫，班傑明·米利彼得（Benjamin Millepied），在劇中首次亮相身兼演員和舞蹈指導。。另外，除了獨舞表演，賓夕法尼亞芭蕾舞團的成員都是徵選飾演戲中芭蕾舞團成員，作為主角身後演出的背景與伴舞，在電影中同時出現的有Kristina Anapau，Toby Hemingway，Sebastian Stan，和Janet Montgomery.。

### 發展及拍攝

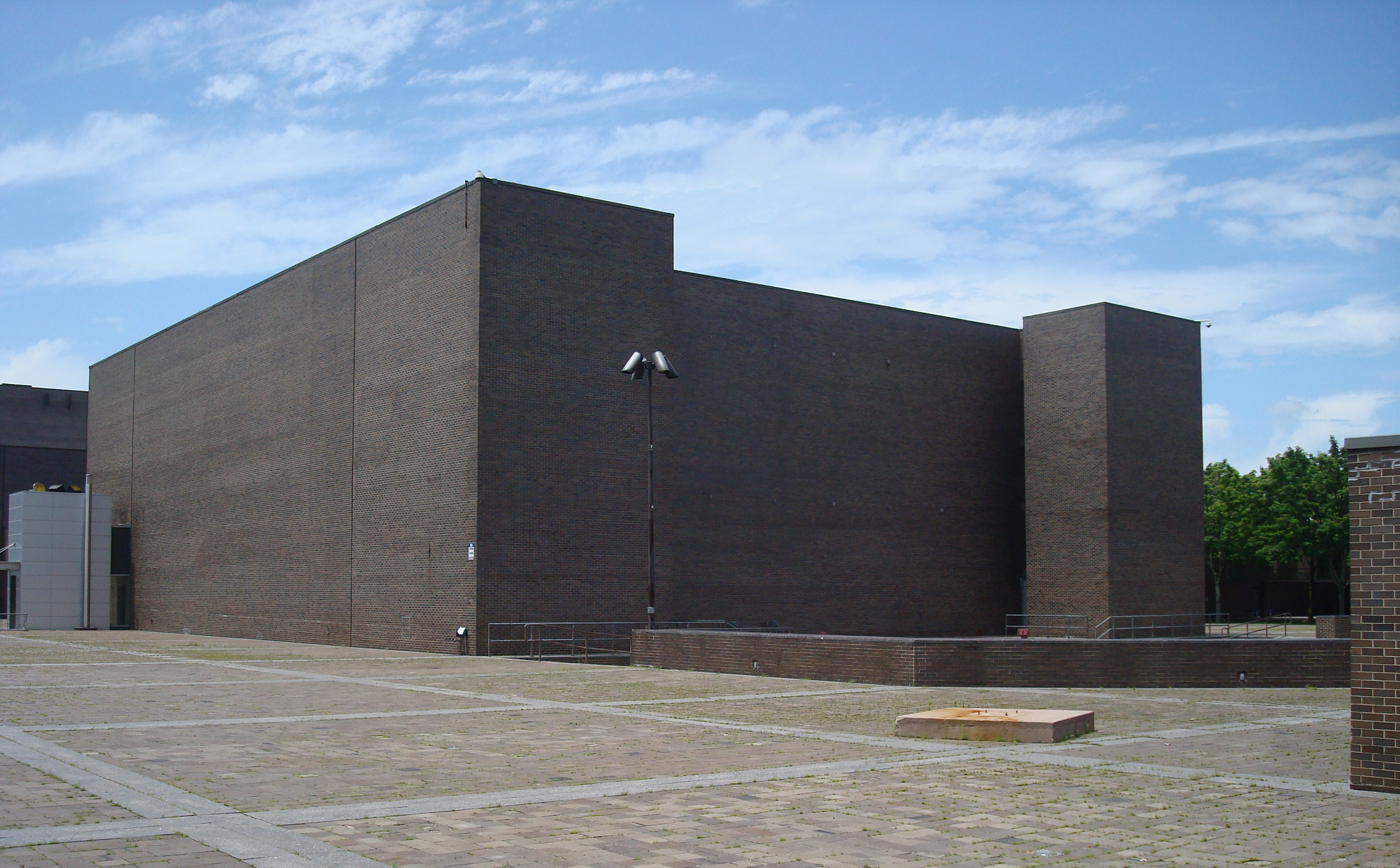
部分電影場景是在紐約州立大學帕切斯學院的演藝中心拍攝。

導演戴倫·艾洛諾夫斯基在2000年，《力挽狂瀾》發布後，他與妮妲莉·寶雯討論過芭蕾舞電影，那時劇本甚至尚未開始編寫。他告訴她電影關於芭蕾舞表演者競爭之間的愛情戲，她回應：「我感到相當有興趣，因為這部電影用了許多方式去表達藝術家的自我探索，和對自己的吸引力的一種迷戀，以及對自己的排斥。」等待長達十年的製作，她表示：「實際上我花了許多時間在構思上……當我們開拍前是容許醞釀當中。」《替角》的劇本由Andres Heinz編寫；當艾洛諾夫斯基編輯他的第二部電影—2000年的《力挽狂瀾》時，第一次聽到劇本內容，形容它是「故事設定在非百老匯的世界，所有東西都關於演出之前的雙重意念」。在製作2006年的《真愛永恆》後，導演戴倫·艾洛諾夫斯基與製作人Mike Medavoy及編劇John McLaughlin為《替角》重新編寫，戴倫說John拿了他的天鵝湖與芭蕾舞劇的概念，把故事融進芭蕾舞的世界，並把電影名稱改為『黑天鵝』。」當戴倫·艾洛諾夫斯基向環球影業公司提出詳細大綱時，工作室在2007年1月決定火遠進行該項目。該項目後來因種種原因接近告吹，直至2008年電影《力挽狂瀾》完成製作後，他得到自己的影片製作公司Protozoa Pictures的發展總監Mark Heyman的幫助，寫了一些東西使《黑天鵝》變得可行。2009年6月，環球影業公司把項目產生的注意力從工作室和專業部門，特別轉向至女演員妮妲莉·寶雯。《黑天鵝》在波特羅影業及歐佛奈製作公司，後者為投資電影的公司。2009年7月，演員Kunis為電影試鏡。
福斯探照燈影業為《黑天鵝》的發行商，電影的製作預算在$1,000,000至$1,200,000美元之間，電影場景主要於紐約進行拍攝，使用16毫米相機拍攝直到2009年底。部分取景於紐約州立大學帕切斯學院的演藝中心。導演拍攝《黑天鵝》時採用柔和色調和顆粒風格，使跟前作《力挽狂瀾》的風格相似。戴倫·艾洛諾夫斯基說：
|  | 我喜歡Super 16攝錄機，因為這些攝錄機真的很輕，真的很容易移動。此外，這對於《力挽狂瀾》來說是一個節省金錢的做法。電影使用35mm菲林拍攝，當近鏡拍攝人物活動時，畫面會變得如此有光澤。我想拍回《力挽狂瀾》那種有光澤的感覺...與摔跤一樣，芭蕾舞利用廣角鏡在同一方以兩個鏡頭拍攝，沒有人真的會帶著攝錄機到處走 — 好了，至於摔跤 — 在我們的圈子當中，或是對我們來說，在台上抑或是在排舞室。我真的很想帶著攝錄機跳舞，但使用手提攝錄機來拍心理驚悚/恐怖片使我很緊張，我不認為他們這樣做有另一例子...穩固的攝錄機跟手提的很不同，因為手提攝錄機能給你有一種寫實的感覺，但我很擔心這會否影響原著的懸疑感，但後來我就說：「固定它，我們一起去吧」 |

### 爭論

#### 服裝設計
艾美·韋斯科特被列為電影的服裝設計師，並贏得多個獎項提名。宣傳的爭議出於誰人為妮妲莉·寶雯與其他舞蹈員設計40款芭蕾舞服裝。英國《獨立報》中一篇文章暗示那批服裝實際上是由羅達特的凱特·穆里維及羅拉·穆里維兩姊妹設計；艾美·韋斯科特挑戰這個觀點並指出整齣電影只有7套服裝，當中包括黑白天鵝的服飾，是由羅達特、艾美·韋斯科特及戴倫·艾洛諾夫斯基設計。此外，芭蕾舞團的服裝是由石·布朗設計 (於美國芭蕾舞劇院那個埸景的服裝)，並由艾美·韋斯科特與她的服裝部門稍作改動，她表示：「那兩人見到電影多好後，利用她們相當多的自我宣傳資源，大聲抱怨電影幕後人員名單沒提到她們，把這件事稱為爭議太恭維。」

#### 演員替身
美國芭蕾舞劇團的莎拉·琳恩負責代替妮妲莉·寶雯演出一些舞蹈鏡頭。《舞蹈雜誌》於3月3日的欄目中，總編輯溫蒂·派倫問道：「人們真的會相信只有一年的時間就能訓練成為芭蕾舞演員？妮妲莉·寶雯從小便學習芭蕾舞，並為了電影已有一年的密集式的訓練，但這都不足以成為一個芭蕾舞演員，然而許多人似乎認為只有妮妲莉一人在演『黑天鵝』。」這使班傑明·米派德與戴倫·艾洛諾夫斯基為妮妲莉辯護，而莎拉·琳恩也有就此事回應。

## 上映

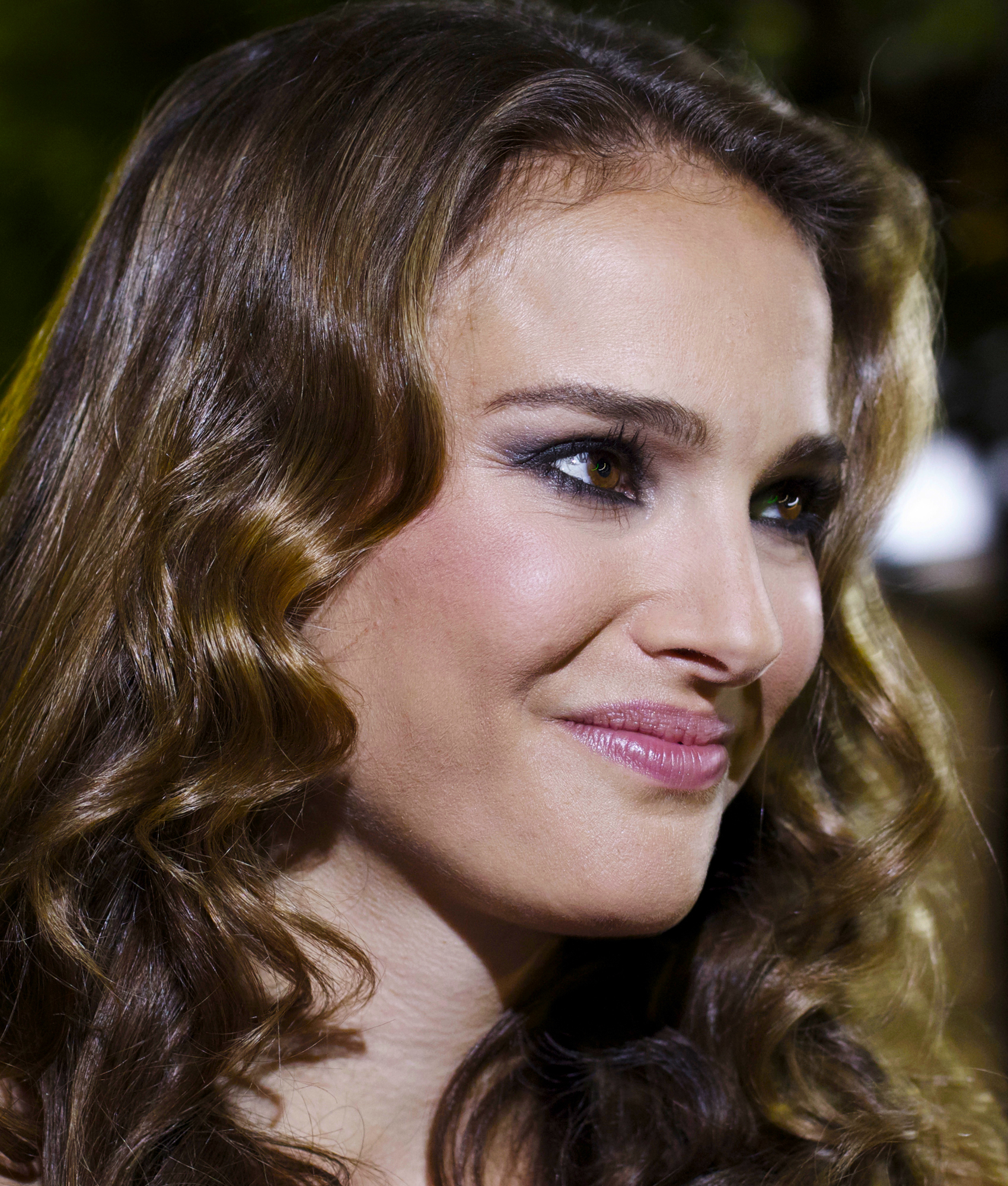
妮妲莉．寶雯出席2010年的多倫多國際電影節首映禮。

《黑天鵝》於2010年9月1日的第67屆威尼斯影展中成為開幕電影並進行全球首播。電影在播放後得到全場起立鼓掌，《綜藝》雜誌說它的長度使它成為「近期威尼斯影展記憶中其中一齣最嘆為觀止的開幕電影。」影展的藝術總監Marco Mueller曾在《黑天鵝》與《完美狙擊》(由佐治·古尼主演) 二選其一作為開幕電影，最後還是選了《黑天鵝》，他說：「它只是更合適，佐治古尼是一位非常出色的演員，威尼斯影展永遠歡迎他，就是這樣簡單。」經過競爭和篩選，《黑天鵝》最繼《真愛永恆》與《拼命戰羊》之後，連續第三齣由戴倫·艾洛諾夫斯基執導的電影在威尼斯影展作首映。2010年9月5日，《黑天鵝》在特柳賴德電影節上偷偷上映，於同月下旬，《黑天鵝》亦在第35屆多倫多國際電影節上有一個盛大的篩選過程。在2010年10月，《黑天鵝》在新奧爾良影展、奧斯丁影展以及倫敦BFI電影節中上映。2010年11月，電影於美國電影學院在洛杉磯的AFI巨星匯、丹佛電影節和波蘭比得哥什的Camerimage電影節播出。
《黑天鵝》在2010年2月11日於英國上映至2011年1月21日，根據《獨立報》的報導，電影於2010年底被評為「高度期望的電影」，該報以1948年的電影《紅菱豔》作比較，指電影「有惡夢似的可怕質量......一個舞者因為渴望跳舞而不斷的把自己的精神消耗。」
電影於2011年3月29日在同時發行版本A的DVD與藍光影碟，而版本B則在2011年5月16日發布。

## 評價

### 票房
《黑天鵝》於2010年12月3日在北美的一些選定城市中的18個影院中有一個限定上映，並且得到一個驚喜的票房成功。電影於開幕當日已總共賺得$415,822美元，平均每得影院賺得$23,101美元。在開幕周末結束時賺得$1,443,809美元，平均每得影院賺得$80,212美元，平均每個地點收益是2010年的最高開畫周末的第二位，僅次於《皇上無話兒》電影是福斯探照燈每影院有史以來平均最高收益，它在全天候電影列表中排行第21。在上映的第二個周末它擴展到90個影院，票房收益達$3,300,00美元，成為票房的第6位。在第三個周末，電影再擴展到959家影院上映，賺得$8,383,479美元。電影於美國共賺得$106,000,000美元，全球共賺得$329,000,000美元。

### 反應評價

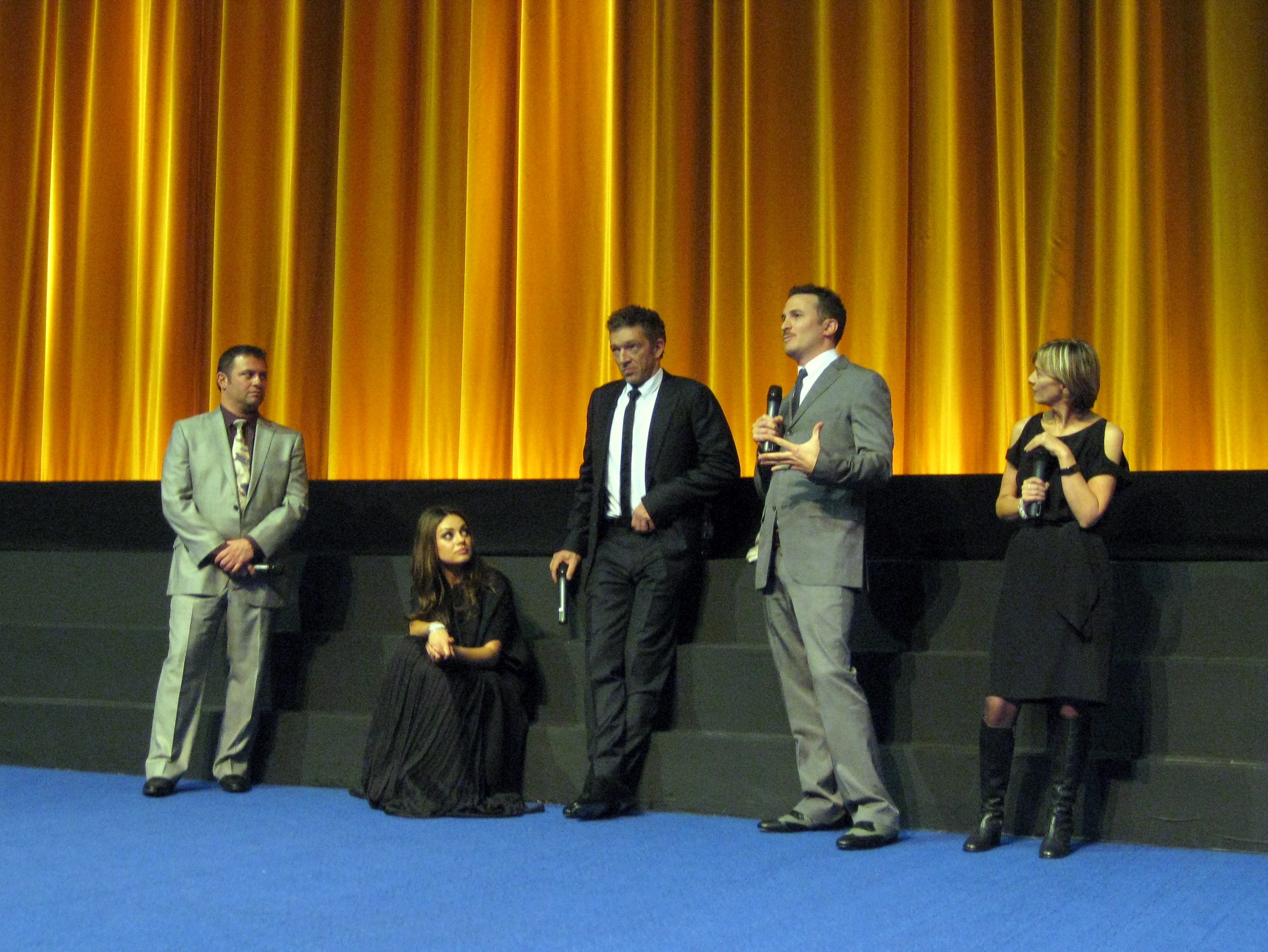
《黑天鵝》的電影團隊 (從左至右：製作人Scott Franklin、女配角Mila Kunis、演員Vincent Cassel及導演Darren Aronofsky) 於倫敦電影節上跟主持人討論該電影，電影更提名為最佳電影。

《黑天鵝》得到了廣泛的好評，在評論網站爛番茄網站上，從297則評論中，得到85%的評價，平均得分為8.2/10。。根據網站，對電影被一致評為「令人振奮的熱情，充滿激情，和狂放地濫情的元素，黑天鵝依照導演大膽的方向演變 — 以及妮妲莉寶雯大膽嘗試的演出。」在Metacritic網站上，從100個主流評論中，該片獲得79%的得分，當中的42個評為「整體看好」。
2010年9月，《娱乐周刊》報導，根據威尼斯電影節的電影放映評論，《黑天鵝》成為了該年度的「最愛/最恨電影 」。影評人Leonard Maltin在他的網誌《瘋狂電影》中，承認對這齣電影不能抗拒，並讚賞妮妲莉寶雯的演出。路透社描述電影早期的反應是「大部分正面」，而妮妲莉寶雯的表現獲得高度讚譽。《雪梨晨鋒報》的報導指電影收到批評，一些稱其戲劇性讓人發狂，但大部分說自己對電影的內容「一掃而空」。

## 原聲帶
黑天鵝：電影原聲帶（Black Swan: Original Motion Picture Soundtrack）是非原創音樂，音樂由柴可夫斯基作曲，以及一首電子舞曲由英國製作二人組合化學兄弟製作。那是導演艾洛諾夫斯基和作曲家克林特·曼塞爾第5次連續合作，他為電影創作原創音樂。
曼塞爾原先試圖改編柴可夫斯基的芭蕾原曲來製作配樂，不過最後在音樂上作了徹底的變動。因為使用柴可夫斯基的音樂，曼塞爾所作的電影配樂因此失去入圍第83屆奧斯卡最佳原創配樂的提名資格。至於英國二人組合化學兄弟製作的多種新曲風，他們的音樂在《黑天鵝》電影中的俱樂部場景中出現，不過他們的曲目沒有收錄在官方原聲帶當中。
| 曲序     | 曲目                    | 时长  |
| -------- | ----------------------- | ----- |
| 1.       | Nina's Dream            | 2:48  |
| 2.       | Mother Me               | 1:06  |
| 3.       | The New Season          | 2:39  |
| 4.       | A Room of Her Own       | 1:56  |
| 5.       | A New Swan Queen        | 3:28  |
| 6.       | Lose Yourself           | 2:08  |
| 7.       | Cruel Mistress          | 3:29  |
| 8.       | Power, Seduction, Cries | 1:42  |
| 9.       | The Double              | 2:20  |
| 10.      | Opposites Attract       | 3:45  |
| 11.      | Night of Terror         | 8:01  |
| 12.      | Stumbled Beginnings...  | 3:51  |
| 13.      | It's My Time            | 1:30  |
| 14.      | A Swan Is Born          | 1:38  |
| 15.      | Perfection              | 5:45  |
| 16.      | A Swan Song (For Nina)  | 6:23  |
| 总时长： | 总时长：                | 52:38 |